# İstanbul Futbol Ligi 1929/30
Die İstanbul Futbol Ligi 1929/30 war die 16. ausgetragene Saison der İstanbul Futbol Ligi. Meister wurde zum vierten Mal Fenerbahçe Istanbul.

## Abschlusstabelle
Punktesystem
Sieg: 3 Punkte, Unentschieden: 2 Punkte, Niederlage: ein Punkt
| Pl. | Verein               | Sp. | S | U | N | Tore    | Diff. | Punkte |
| --- | -------------------- | --- | - | - | - | ------- | ----- | ------ |
| 1.  | Fenerbahçe Istanbul  | 10  | 8 | 2 | 0 | 039:150 | +24   | 28     |
| 2.  | Galatasaray Istanbul | 10  | 6 | 3 | 1 | 030:110 | +19   | 25     |
| 3.  | Beşiktaş Istanbul    | 10  | 6 | 2 | 2 | 023:130 | +10   | 24     |
| 4.  | Vefa Istanbul        | 10  | 3 | 0 | 7 | 019:260 | −7    | 16     |
| 5.  | İstanbulspor         | 10  | 3 | 0 | 7 | 015:380 | −23   | 16     |
| 6.  | Beykozspor           | 10  | 0 | 1 | 9 | 011:340 | −23   | 10     |

## Kreuztabelle
Die Kreuztabelle stellt die Ergebnisse aller Spiele dieser Saison dar. Die Heimmannschaft ist in der linken Spalte, die Gastmannschaft in der oberen Zeile aufgelistet.
| 1929/30              | Fenerbahçe Istanbul | Galatasaray Istanbul | Beşiktaş Istanbul | Vefa Istanbul | İstanbulspor | Beykozspor |
| -------------------- | ------------------- | -------------------- | ----------------- | ------------- | ------------ | ---------- |
| Fenerbahçe Istanbul  |                     | 3:2                  | 5:0               | 4:1           | 6:1          | 6:3        |
| Galatasaray Istanbul | 1:1                 |                      | 1:0               | 5:2           | 6:0          | 2:2        |
| Beşiktaş Istanbul    | 3:3                 | 1:1                  |                   | 1:0           | 6:0          | 5:1        |
| Vefa Istanbul        | 3:5                 | 1:4                  | 2:3               |               | 3:1          | 5:0        |
| İstanbulspor         | 1:3                 | 0:6                  | 0:3               | 3:1           |              | 5:3        |
| Beykozspor           | 0:3                 | 1:2                  | 0:1               | 0:1           | 1:4          |            |

## Die Meistermannschaft von Fenerbahçe Istanbul
| 1. | Fenerbahçe Istanbul |
|    | - Tor: Rıza Nemlioğlu (8/–); Hüsnü Teoman (3/–) - Abwehr: Kadri Göktulga (10/–); Firuzan Şansal (9/–); Ziya Atamer (5/–) - Mittelfeld: Sadi Çoban (10/–); Mehmet Reşat Nayır (7/–); Cevat Seyit (6/–); Şevket Soley (1/–); Şekip Akduman (1/–) - Angriff: Niyazi Sel (10/4); Alaattin Baydar (10/9); Zeki Rıza Sporel (10/11); Muzaffer Çizer (10/3); Fikret Arıcan (10/4) - Trainer: Necmettin Çakar |